# Geschiedenis van PSV
Dit artikel behandelt de Geschiedenis van PSV. De Federatie van Philips Sport Verenigingen bestond uit meerdere sportverenigingen, waarvan de voetbaltak de belangrijkste was.
De voetbaltak is opgericht in 1913 als de sportvereniging van Philips. Philips organiseerde in Eindhoven veel sportevenementen ter ere van het honderdjarig bestaan van de bevrijding van Koninkrijk Holland na de Franse annexatie in 1810.
Deze voetbaltak werd in 1923 ondergebracht in een Federatie van Philips Sport Verenigingen. Deze federatie verzorgde de belangen van de verschillende Philips Sport Verenigingen, die in de tussentijd waren opgericht. De federatie is ontstaan toen de personeelsvereniging werd ontbonden en dat alle Philips Sport Verenigingen toegankelijk werden voor iedereen. Deze federatie is in 2004 ontbonden.

## Philips Elftal 1910
In 1910 geeft Anton Philips zijn schoonvader Gerrit Jan de Jongh 
opdracht om een tuindorp naar Brits model te ontwerpen. De nieuwe woonwijk vlak bij het centrum van Eindhoven krijgt de naam Philipsdorp en is bestemd voor het snel groeiende aantal Philips arbeiders. Het centrale braakliggende terrein aan de Frederiklaan (vernoemd naar de vader van Gerard en Anton Philips) groeit uit tot het sociale hart van Philipsdorp. Hier komt de jeugd bijeen om te spelen en de Philips arbeiders om te sporten.

### Oprichting Philips Elftal
In 1910 wordt hier het Philips Elftal opgericht door werknemers van Philips. Deze voetbalclub is de voorloper van de voetbaltak van de Philips Sport Vereniging (PSV).
In de notulen van 20 januari 1911 zijn de namen van de oprichters te vinden, dit zijn voorzitter Buitelaar en secretaris Formenoij en verder Hendrik Huisken, Heijnemeijer, Hakker, Muys, Van der Wees en Willem Schouten. In diezelfde notulen staat de samenstelling van de elftalcommissie: Leeman, Van Os en Andries Wiegerink.

### Eerste wedstrijd Philips Elftal
De gebroeders Gerard en Anton Philips stimuleren de (voetbal)sport vanaf het prille begin. Zo doneren ze eind 1909 ieder 10 gulden aan de net opgerichte Eindhovense voetbalclub EVV. De spelers van het Philips Elftal mogen twaalf voetbalshirts bestellen bij Jansen & Tilanus.
Anton Philips werpt zich op als beschermheer van het Philips Elftal. Als hij besluit het terrein aan de Frederiklaan te laten 'afplanken' en een bouwkeet (kleedkamer) laat plaatsen, zijn alle voorzieningen aanwezig om te gaan voetballen.
Zondag 15 januari 1911 speelt het Philips Elftal haar eerste wedstrijd aan de Frederiklaan op exact dezelfde locatie waar nu het Philips Stadion is. Tegenstander is het tweede elftal van Hollandia uit Woensel. Nadat Anton Philips zich onder luid gejuich in een open wagen naar het veld heeft laten brengen, verricht zijn vijfjarige zoontje Frits Philips de aftrap. Philips Elftal wint met 4-0, door doelpunten van Van der Slooten, Bouchotte, Leeman en Wiegerink.

### Overige wedstrijden Philips Elftal
Na het tweede elftal van Hollandia komt kort daarna (op 12 februari) het eerste voor een wedstrijd naar Philipsdorp. De wedstrijd mondt uit in een spektakel, het wordt 5-5.
Na deze wedstrijd speelt het Philips Elftal in 1911 ook nog een serie wedstrijden tegen onder andere EVV Eindhoven. Nadat het tweede elftal met 1-0 en 4-3 wordt verslagen, laat EVV de volgende vier wedstrijden het eerste opdraven. Al deze vier wedstrijden worden gewonnen door EVV.
De eerste derby tegen EVV Eindhoven is een memorabele. Eindhoven treedt aan met drie invallers 'en een enkele invalide', zoals de Meierijsche Courant schrijft. Philips Elftal wordt omschreven als een fanatiek, soms al te fors spelende ploeg. Maar sportief is Philips Elftal zeker. Als het vroeg in de wedstrijd een twijfelachtige strafschop krijgt, gebeurt het volgende: 'De linksbinnen van Philips Elftal neemt 'm doch schiet opzettelijk zacht in de handen van de EVV-doelman, wat wij zeer fair vonden' (Meierijsche Courant).
Ook speelde het Philips Elftal wedstrijden tegen Excelsior uit Hasselt, Hollandia, Juliana, Victoria en Mönchengladbach.
Op 10 maart 1911 wordt besloten tot het oprichten van een tweede elftal.

### Clubkleuren Philips Elftal
In de oudste notulen van het Philips Elftal is te lezen dat 
tijdens een vergadering op 20 januari 1911 de clubkleuren worden vastgesteld. De leden mogen kiezen uit de volgende kleuren; zwart met geel, groen met wit of wijnrood met wit afgezet. Zwart met geel krijgt 6 stemmen, groen met wit 7 stemmen en wijnrood met wit 11 stemmen. Het tenue van het Philips Elftal ziet er dan als volgt uit; een zwarte broek en een wijnrood shirt met een witte omgeslagen kraag.

### Logo Philips Elftal
In de notulen van januari 1911 is te lezen dat een aantal leden van het Philips Elftal graag een gloeilamp op een schildje als logo wil. Tijdens de stemming kiest een meerderheid van de leden voor alleen de clubnaam op een schildje. Een paar jaar later zal de gloeilamp toch opduiken, ditmaal als logo van de Philips' Sport Vereeniging.
Op de gecombineerde vergadering met de Philips' Sport Vereeniging op 22 oktober 1913 wordt besloten het Philips Elftal in zijn geheel op te laten gaan in de Philips' Sport Vereeniging. Toch zal het tot 31 oktober 1916 de naam Philips Elftal behouden.

## Philips' Sport Vereeniging 1913
Zondag 31 augustus 1913 wordt de Philips' Sport Vereeniging opgericht boven een kapperszaak aan de Vrijstraat 20 in het centrum van Eindhoven. Die avond nodigt Gerard Eric Bouwmeester vier gasten uit in zijn woning; Jan-Willem Hofkes, Jan C. Ketel, Willem Schouten en Hendrik Huisken. De laatste twee zijn bestuursleden van het eind 1910 opgerichte Philips Elftal. De nieuwe sportvereniging zal verschillende takken van sport herbergen.

### Clubkleuren
De clubkleuren van PSV zijn vastgelegd op een vergadering van het Philips Elftal op 20 januari 1911. De leden kiezen dan voor een rood-wit shirt in combinatie met een zwarte broek. Het thuisshirt is dus vanaf het begin altijd rood-wit geweest. Het allereerste shirt is wijnrood met een witte kraag en een witte boord aan het uiteinde van de mouwen. Verder een zwarte broek en wijnrode kousen. Een paar jaar gaat PSV voetballen in een rood-wit gestreept shirt in combinatie met een zwarte broek.
Op een gecombineerde vergadering van het Philips Elftal en de Philips' Sport Vereeniging op 22 oktober 1913 wordt besloten de voetbalclub Philips Elftal in zijn geheel op te laten gaan in de Philips' Sport Vereeniging. Toch zal de voetbalclub tot 31 oktober 1916 de naam Philips Elftal behouden.
22 februari 1914 speelt het Philips Elftal zijn eerste voetbalwedstrijd sinds het is opgegaan in de Philips' Sport Vereeniging. Op het eigen sportterrein aan de Frederiklaan is de ploeg kansloos tegen stadgenoot Quick, dat met 3-8 wint.